# Surfing the Void
| Оценки критиков  | Оценки критиков                                                          |
| Источник         | Оценка                                                                   |
| ---------------- | ------------------------------------------------------------------------ |
| Allmusic         | [ 1 ]                                                                    |
| BBC              | positive                                                                 |
| Clash            | link                                                                     |
| Drowned in Sound | link                                                                     |
| The Guardian     | [ 3 ]                                                                    |
| musicOMH         | link                                                                     |
| NME              | link                                                                     |
| PopMatters       | link                                                                     |
| Pitchfork Media  | 7.2/10 link                                                              |
| Q                | 4 из 5 звёзд · 4 из 5 звёзд · 4 из 5 звёзд · 4 из 5 звёзд · 4 из 5 звёзд |

Surfing the Void — второй студийный альбом группы Klaxons, вышедший на Polydor Records 23 августа 2010 года.

## Об альбоме
Название альбома было объявлено 25 мая 2010 года. В тот же день состоялась премьера песни «Flashover» в программе Зейна Лоу на радиостанции BBC Radio 1, а вечером трек стал доступен для прослушивания на сайте группы. 16 августа за неделю до релиза альбома вышел в свет первый сингл «Echoes». Композиция достигла 55-го места британском чарте синглов. Сразу после выхода Surfing the Void вошёл в британский чарт альбомов и занял десятую строчку на неделе от 29 августа 2010 года. Альбом добрался до 15-го места в австралийском чарте, а также участвовал в ирландском, швейцарском и бельгийском (Валлония) хит-парадах альбомов. Второй сингл «Twin Flames» был выпущен 25 октября 2010 года.

## Отзывы
Surfing the Void получил в целом положительные отзывы критиков и имеет рейтинг 68 баллов из 100 на сайте Metacritic.

## Список композиций
1. Echoes
2. Same Space
3. Surfing The Void
4. Valley of the Calm Trees
5. Venusia
6. Extra Astronomical
7. Twin Flames
8. Flashover
9. Future Memories
10. Cypher Speed